# Article 48 de la Constitution de la Cinquième République française
Pour un article plus général, voir Constitution française du 4 octobre 1958.
Article 47 Article 49
L'article 48 de la Constitution de la Cinquième République française définit l'ordre du jour des assemblées parlementaires.

## Texte en vigueur à partir du1ermars 2009
Cette nouvelle version résulte de la loi constitutionnelle du 23 juillet 2008.

« Sans préjudice de l'application des trois derniers alinéas de l'article 28, l'ordre du jour est fixé par chaque assemblée.

« Deux semaines de séance sur quatre sont réservées par priorité, et dans l'ordre que le Gouvernement a fixé, à l'examen des textes et aux débats dont il demande l'inscription à l'ordre du jour.

« En outre, l'examen des projets de loi de finances, des projets de loi de financement de la sécurité sociale et, sous réserve des dispositions de l'alinéa suivant, des textes transmis par l'autre assemblée depuis six semaines au moins, des projets relatifs aux états de crise et des demandes d'autorisation visées à l'article 35 est, à la demande du Gouvernement, inscrit à l'ordre du jour par priorité.

« Une semaine de séance sur quatre est réservée par priorité et dans l'ordre fixé par chaque assemblée au contrôle de l'action du Gouvernement et à l'évaluation des politiques publiques.

« Un jour de séance par mois est réservé à un ordre du jour arrêté par chaque assemblée à l'initiative des groupes d'opposition de l'assemblée intéressée ainsi qu'à celle des groupes minoritaires.

« Une séance par semaine au moins, y compris pendant les sessions extraordinaires prévues à l'article 29, est réservée par priorité aux questions des membres du Parlement et aux réponses du Gouvernement. »

## Texte en vigueur du 5 août 1995 au 1er mars 2009
Cette nouvelle version résulte de la loi constitutionnelle no 95‑880 du 4 août 1995.

« Sans préjudice de l'application des trois derniers alinéas de l'article 28, l'ordre du jour des assemblées comporte, par priorité et dans l'ordre que le Gouvernement a fixé, la discussion des projets de loi déposés par le Gouvernement et des propositions de loi acceptées par lui.

Une séance par semaine au moins est réservée par priorité aux questions des membres du Parlement et aux réponses du Gouvernement.

Une séance par mois est réservée par priorité à l'ordre du jour fixé par chaque assemblée. »

## Texte initial
« L'ordre du jour des assemblées comporte, par priorité et dans l'ordre que le Gouvernement a fixé, la discussion des projets de loi déposés par le Gouvernement et des propositions de loi acceptées par lui.

Une séance par semaine est réservée par priorité aux questions des membres du Parlement et aux réponses du Gouvernement. »

## Évolutions et pratique
La possibilité pour le Parlement de décider lui-même de son ordre du jour a longtemps fait partie de la souveraineté parlementaire. La Conférence des présidents, organe présent à l'Assemblée nationale et au Sénat, a été créée en 1911 avec pour objet de déterminer l'ordre du jour. De ce fait, la Constitution de 1958 innove radicalement en procurant au Gouvernement la prérogative générale dans la fixation de l'ordre du jour. De ce fait, il pouvait diriger les travaux législatifs. Jusqu'à la révision constitutionnelle du 4 août 1995, le Gouvernement pouvait fixer la date et les séances consacrées à l'examen d'un texte en plus de la liste et de l'ordre des textes dont il demande l'inscription à l'ordre du jour. 
Désormais, le Gouvernement fixe l'ordre du jour pendant deux semaines sur quatre. Les assemblées disposent des deux autres semaines sauf pour certains textes qui disposent de la priorité (lois de finances, lois de financement de la sécurité sociale etc.). Parmi ces deux semaines, une est réservée en priorité au contrôle de l'action du Gouvernement et à l'évaluation des politiques publiques. Toutefois, il ne s'agit que d'une priorité et des textes législatifs peuvent être discutés lors de cette semaine. 

## Niches parlementaires: l'ordre du jour laissé à l'opposition un jour par mois
La place de l'opposition est protégée car les groupes minoritaires et d'opposition disposent d'un jour par mois (nommé variablement niche parlementaire, journée réservée aux oppositions ou encore séance d'initiative parlementaire).

## Sources
- Pierre Avril, Jean Gicquel et Jean-Éric Gicquel, Droit parlementaire, Issy-les-Moulineaux, LGDJ, Lextenso éditions, coll. « Domat / Droit public », 2014, 398 p. (ISBN 978-2-275-04151-3, BNF 44222558)